# Branoux-les-Taillades
Branoux-les-Taillades is een gemeente in het Franse departement Gard (regio Occitanie). De plaats maakt deel uit van het arrondissement Alès. Branoux-les-Taillades telde op 1 januari 2022 1.297 inwoners.

## Geografie
De oppervlakte van Branoux-les-Taillades bedroeg op 1 januari 2022 15,02 vierkante kilometer; de bevolkingsdichtheid was toen 86,4 inwoners per km².

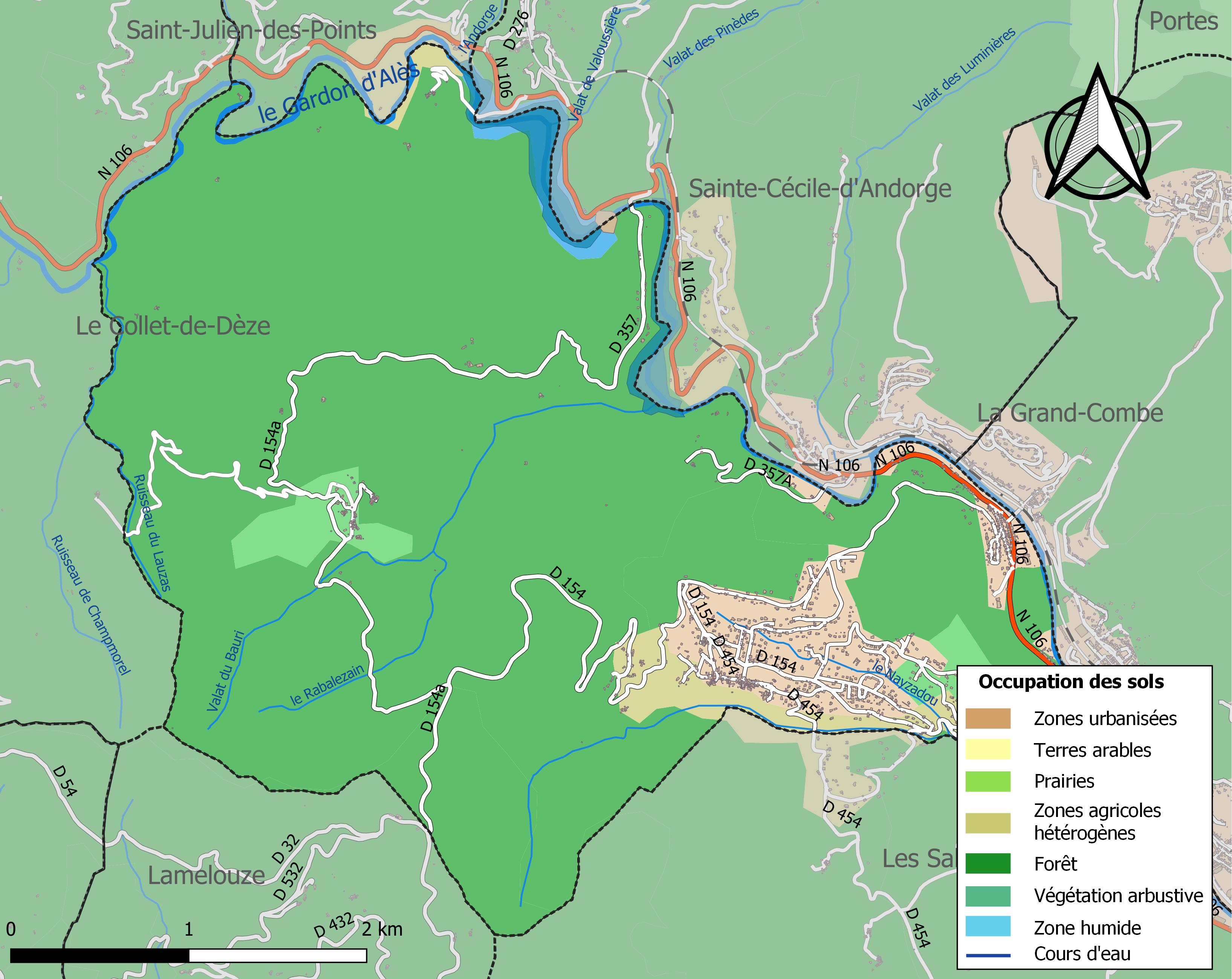
Kaart van de gemeente met belangrijkste infrastructuur, bodemgebruik en omliggende gemeenten

## Demografie
Onderstaande figuur toont het verloop van het inwonertal (bron: INSEE-tellingen).